# Jacques Villiers
Jacques Villiers (Vaucresson, 26 agosto 1924 – Neuilly-sur-Seine, 13 marzo 2012) è stato un ingegnere aerospaziale francese e un funzionario della pubblica amministrazione.
Egli è stato il fondatore del Centre d'études de la navigation aérienne (Centro della navigazione aerea francese) e cofondatore del sistema CAUTRA (Système de contrôle automatisé du trafic aérien – sistema di controllo automatico del traffico aereo), il sistema informatico della gestione del traffico aereo francese.

## Biografia
Villiers nacque a Vaucresson da una famiglia della Lorena. In gioventù si unì allaresistenza Francese e al Marchese di Vercors.
Dopo la Liberazione della Francia, si laureò alla École polytechnique (1945–1948), dopodiché si unì al corpo della Navigazione aerea da ingegnere. (Successivamente diventò il Corps de l'aviation civile e poi si unì al Corps des ponts). Dopo la laurea alla École nationale de l'aviation civile (1948–1950), si unì al Service de la navigation aérienne (SNAé) (Servizio di navigazione aerea), dove fece una campagna nel 1957 per la Francia per modernizzare il suo sistema di navigazione aerea con la nuova attrezzatura di elaborazione dati. Nel 1960, in seguito al riassetto della SNAé, il Direttore della Navigazione Aerea gli permise di creare il Centre d'études de la navigation aérienne (CENA). Egli dettò i principi per automatizzare il Sistema di Navigazione Aerea francese.
Villiers rimase coinvolto nello sviluppo del sistema, progettato per richiedere il minor numero possibile di istruzioni e sforzi all'operatore. Villiers inventò il Digitatron, un dispositivo touch che permette agli operatori di modificare i piani di volo dell'aeromobile.
Fu inoltre in questo periodo che sviluppò la teoria dei filtri, che separa le azioni di controllo sui flussi di traffico in diversi filtri dei quali l'orizzonte temporale differisce. Questa teoria prevedeva le versioni moderne del sistema di controllo del traffico aereo.
Villiers era il direttore della CENA dal 1959 al 1970, dove ha avuto massima influenza nell'avvio del sistema di controllo di traffico aereo francese, il CAUTRA (Coordinatore Automatico di Traffico Aereo) (versioni I e II).
Nel 1970 Villiers divenne il direttore dell'aeronautica della regione Nord, lasciando la direzione del CENA al suo vice, Dominique Alvarez. Villiers rimase coinvolto nel CENA e promosse i suoi interessi nell'automazione del sistema di controllo, preparando diversi rosoconti e numerosi articoli per giornali o conferenza internazionali.
È stato responsabile dell'ispezione generale dell'aviazione civile ed è stato al Board of Directors dell'Groupe ADP. È stato Presidente del Board of ENAC dal 1979 al 1989, un periodo durante il quale gli preparava il programma scolastico ENAC2000. questo piano forniva la base di una rinnovata e moderna università. Villiers era anche un membro della Académie de l'air et de l'espace.
Nei primi anni 2000 Villiers sviluppò un'idea originale, il controllo subliminale, e lo trasformò in un nuovo kit di attrazzi per il controllo del traffico aereo, il sistema ERASMUS. Il set di attrezzi risultò in un continuo progetto R&D, sostenuto dallaCommissione Europea mantenendo lo stesso nome. I risultati di questo progetto formeranno la base di uno dei più importanti compiti del progetto Single European Sky SESAR. Villiers archiviò un brevetto per questo sistema. Egli ha speso gli ultimi anni della sua vita sviluppandolo e promuovendolo con molti articoli conferenze.